# Hitomi Yoshizawa
Hitomi Yoshizawa (en japonès, 吉澤ひとみ, Yoshizawa Hitomi; Saitama, Japó, 12 d'abril del 1985) és una cantant i actriu japonesa, exmembre de Morning Musume, un famós grup de J-pop.

## Biografia
Hitomi Yoshizawa va passar a ser part del grup Morning Musume l'any 2000 com a membre de la quarta generació, al costat de Rika Ishikawa, Nozomi Tsuji, i Ai Kago, fent la seua primera presentació en la promoció del desè senzill de la banda: "Happy Summer Wedding" (Feliç Casament d'Estiu).
A l'abril, 2005, després de la sobtada i inesperada renúncia feta per Mari Yaguchi al lideratge de Morning Musume, Yoshizawa es va convertir en el membre més antic i, per tant, en la primera opció per substituir. Després de la graduació de Rika Ishikawa el maig de 2005, Yoshizawa va quedar com a últim membre de la seva generació.
El 6 de maig de 2007, Yossi es va graduar de Morning Musume deixant el lideratge a Miki Fujimoto i Ai Takahashi, encara que actualment la líder és Ai i la sublider, Risa Niigaki, ja que Miki va abandonar l'1 de juny del mateix any.
Yoshizawa s'ha unit al grup "Dream Morning Musume" el 2010 al costat d'altres ex-membres del Morning Musume.

## Carrera
2000-2007Morning Musume
Yoshizawa es va convertir en membre de Hello! Grup de projecte Morning Musume l'any 2000, com a membre de la quarta generació juntament amb Rika Ishikawa, Nozomi Tsuji i Ai Kago, debutant al novè senzill del grup "Happy Summer Wedding". També va aparèixer a l'estrena teatral del grup de Pinch Runner. També va aparèixer amb el grup al programa setmanal de televisió Hello! Matí en diversos segments inclòs un partit de supervivència amb els membres de la 5a i 6a generació on va fer el paper d'àrbitre.
En el passat, sovint s'ha percebut com la membre de marimaç del grup, a causa de la seva veu, maneres i aficions. Ampliant aquesta percepció del seu costat masculí, el primer protagoniste de Yoshizawa va arribar l'any 2001 amb el llançament del senzill "Mr. Moonlight: Ai no Big Band", en què interpretava un personatge de playboy atractiu.
Yoshizawa es va convertir en el capità de Hello! Projecte equip de futbol sala, Gatas Brilhantes H.P. quan es va formar el setembre de 2003. El migcampista de 5'5" (165 cm) des d'aleshores ha aconseguit portar l'equip a la victòria en moltes ocasions. Yoshizawa també va convèncer la seva companya Nozomi Tsuji perquè es mantingués com a portera de l'equip, malgrat la seva graduació de Morning Musume el 2004.
L'abril de 2005, després que Mari Yaguchi deixés Morning Musume, Yoshizawa, l'actual sublíder, es va convertir en el nou líder del grup.

## 2007-2018: Hangry & Angry, Ab-cho i retir
El 6 de maig de 2007, Yoshizawa es va graduar a Morning Musume després de l'última actuació de la banda al Sexy 8 Beat Spring Tour, que va tenir lloc al Saitama Super Arena. Segons diverses fonts de notícies, la productora Tsunku, i la mateixa Yoshizawa, entraria en una carrera en solitari.
Aleshores, Yoshizawa va centrar el seu temps en Gatas Brilhantes H.P., a més de ser líder d'un grup format amb companys de l'equip de futbol-sala anomenat Ongaku Gatas.
El 12 d'octubre de 2008, Yoshizawa es va emparellar amb l'ex-membre de Morning Musume Rika Ishikawa a la nova unitat Hangry & Angry en col·laboració amb la botiga de moda Harajuku del mateix nom. Amb Yoshizawa actuant sota el nom de personatge "Hangry", el duet va fer la seva primera actuació als Estats Units al Sakura-Con de Seattle l'abril de 2009. La seva primera actuació europea va ser a "Chibi Japan Expo" a Montreuil el 31 d'octubre de 2009.
Al febrer de 2009, Yoshizawa va actuar amb la resta de l'Elder Club al concert de graduació del seu grup a Yokohama. Yoshizawa va fer el seu primer post-Hola! Projecte a la gira de l'estiu de 2010, actuant com a MC al costat de Makoto, membre de Sharam Q. El 2010, Yoshizawa es va unir a Dream Morning Musume juntament amb altres antics membres de Morning Musume. El maig de 2012, Yoshizawa i Rika Ishikawa van formar una unitat de pop japonesa anomenada Abcho.
El 6 de setembre de 2018, Yoshizawa va estar involucrada en un atropellament causat per la seva beguda per sobre del límit legal d'alcohol. Després de la reacció, el 28 de setembre, va emetre una declaració a través de la seva agència anunciant que es retirava de la indústria de l'entreteniment. Imatge de les seves actuacions a Hello! El concert del 20è aniversari del Projecte es va eliminar del llançament del DVD.

## Vida personal
Família i relacions
L'11 de gener de 2007, el germà petit de Yoshizawa, Kōta Yoshizawa, de 16 anys, va morir en un accident de trànsit.
El 22 de novembre de 2015, Yoshizawa va anunciar que s'havia casat amb un home no famós. El març de 2016, Yoshizawa va anunciar que estava embarassada del seu primer fill i que donaria a llum un fill a finals d'estiu de 2016. El 29 de juliol va anunciar al seu bloc que va donar a llum un nen.

## Problemes legals
El 6 de setembre de 2018, a les 7:00 del matí, Yoshizawa va passar un semàfor vermell a Nakano, Tòquio mentre conduïa una furgoneta a 86 quilòmetres per hora i va colpejar una ciclista, que després va xocar amb un vianant. Després de fugir del lloc, Yoshizawa va informar de l'incident a la policia i va tornar 15 minuts més tard, on va ser arrestada per suposadament haver provocat un accident d'atropellament mentre conduïa sota la influència alcohòlica. Una prova d'alcoholèmia va revelar 0,58 mg d'alcohol per litre d'aire expirat, quatre vegades el límit legal al Japó. Yoshizawa va informar a la policia que va beure tres llaunes de chuhai; tanmateix, després d'una investigació més profunda, la policia va descobrir que havia consumit més alcohol que el que havia declarat inicialment. Després de l'incident, la sogra de Yoshizawa va intentar suïcidar-se i va ser traslladada d'urgència a l'hospital per rebre tractament d'urgència. Yoshizawa va ser acusada el 26 de setembre, però va ser rescabalada de l'estació de policia de Harajuku per 3 milions de yenes. El Tribunal de Districte de Tòquio va decidir suspendre el permís de conduir de Yoshizawa durant cinc anys. La mateixa Yoshizawa va prometre públicament no renovar el seu carnet de conduir de nou. Com a resultat de l'incident, Yoshizawa es va retirar de la indústria de l'espectacle i voluntàriament va renunciar a la seva posició com a ambaixadora de relacions públiques de la seva ciutat natal, Miyoshi, Saitama.

## Filmografia
Movies
- 2000 – Pinch Runner (ピンチランナー)
- 2002 – Tokkaekko (とっかえっ娘。)
- 2003 – Koinu Dan no Monogatari (仔犬ダンの物語)

### Dramas
- 2002 – Ore ga Aitsu de Aitsu ga Ore de (おれがあいつであいつがおれで)
- 2004 – Motto Koiseyo Otome (もっと恋セヨ乙女)
- 2007 – Shinkansen Girl (新幹線ガール)

## Llibre de fotografies
| # | Títol                                                            | Data de publicació | Editor                     | ISBN                   | Fotollibres                                                    |
| - | ---------------------------------------------------------------- | ------------------ | -------------------------- | ---------------------- | -------------------------------------------------------------- |
| 1 | Yossy (よっすぃ)                                                 | Octubre 6, 2001    | Wani Books                 | ISBN 978-4-8470-2676-8 | Primer llibre de fotos en solitari                             |
| – | Pocket Morning Musume (Vol. 1) (ポケットモーニング娘。〈Vol.1〉) | Setembre 2003      | Rokusaisha                 | ISBN 978-4-8463-0525-3 | Àlbum de fotos de butxaca per a membres de la quarta generació |
| 2 | 8teen                                                            | Març 20, 2004      | Wani Books                 | ISBN 978-4-8470-2798-7 | Segon fotollibre en solitari                                   |
| 3 | Hello! Yossy                                                     | Abril 20, 2007     | Kadokawa SS Communications | ISBN 978-4-8275-3051-3 | Tercer fotollibre en solitari                                  |